# Bratislav Punoševac
Bratislav Punoševac (sinh ngày 9 tháng 7 năm 1987) là một cầu thủ bóng đá người Serbia.

## Sự nghiệp câu lạc bộ
Bratislav Punoševac đã từng chơi cho Avispa Fukuoka.

## Thống kê câu lạc bộ

### J.League
| Đội            | Năm       | J.League | J.League | J.League Cup | J.League Cup | Tổng cộng | Tổng cộng |
| Đội            | Năm       | Trận     | Bàn      | Trận         | Bàn          | Trận      | Bàn       |
| -------------- | --------- | -------- | -------- | ------------ | ------------ | --------- | --------- |
| Avispa Fukuoka | 2013      | 9        | 0        | -            | -            | 9         | 0         |
| Avispa Fukuoka | 2014      | 10       | 0        | -            | -            | 10        | 0         |
| Tổng cộng      | Tổng cộng | 19       | 0        | 0            | 0            | 19        | 0         |